# Belinszkiji járás
A Belinszkiji járás (oroszul Белинский район) Oroszország egyik járása a Penzai területen. Székhelye Belinszkij.

## Népesség
- 1989-ben 38 997 lakosa volt.
- 2002-ben 33 569 lakosa volt, melynek 81,2%-a orosz, 14,4%-a mordvin, 4,2%-a tatár.
- 2010-ben 28 881 lakosa volt, melynek 84,2%-a orosz, 9,4%-a mordvin, 4,5%-a tatár.